# Wspólnota administracyjna Schöllkrippen
Wspólnota administracyjna Schöllkrippen – wspólnota administracyjna (niem. Verwaltungsgemeinschaft) w Niemczech, w kraju związkowym Bawaria, w rejencji Dolna Frankonia, w regionie Bayerischer Untermain, w powiecie Aschaffenburg. Siedziba wspólnoty znajduje się w miejscowości Schöllkrippen. Powstała 1 maja 1978.
Wspólnota administracyjna zrzesza jedną gminę targową (Markt) oraz sześć gmin wiejskich (Gemeinde): 
- Blankenbach, 1505 mieszkańców, 3,95 km²
- Kleinkahl, 1866 mieszkańców, 14,21 km²
- Krombach, 2129 mieszkańców, 10,65 km²
- Schöllkrippen, gmina targowa, 4241 mieszkańców, 12,64 km²
- Sommerkahl, 1241 mieszkańców, 5,46 km²
- Westerngrund, 1934 mieszkańców, 14,77 km²
- Wiesen, 1019 mieszkańców, 5,64 km²